# Mossgöl (Djursdala socken, Småland)
Mossgöl är en sjö i Vimmerby kommun i Småland och ingår i Botorpsströmmens huvudavrinningsområde. Sjöns area är 0,016 kvadratkilometer och den befinner sig 131 meter över havet.